# Georg Andreas Agricola
Pour les articles homonymes, voir Agricola.
Georg Andreas Agricola, dit aussi Georgio Andrea Agricola ou Georg Andreas Bauer, né en 1672 à Ratisbonne et mort en 1738, était un médecin, scientifique et botaniste allemand.
Ses lieux d'études se trouvaient à Wittenberg et Halle-sur-Saale. Il se spécialisa dans l'élagage et la greffe de plantes, et dispensa de précieux conseils sur la multiplication végétative. Il développa une méthode de greffe de différentes variétés d'arbres fruitiers sur un même arbre pour lui faire porter différents types de fruits. Son livre sur la greffe fut si bien accueilli par les jardiniers et botanistes qu'il fut traduit en néerlandais, français et anglais dès sa parution, et resta durant des décennies l'ouvrage de référence sur les arbres fruitiers.
En 1699, il fut élu membre de la Royal Society.

## Ouvrages
- Neu- und nie erhörter doch in der Natur und Vernunfft wohlgegründeter Versuch der Universal-Vermehrung aller Bäume, Stauden, und Blumen-Gewächse, Regensburg, 1716–1717.
- A Philosophical Treatise of Husbandry and Gardening: Being A New Method of Cultivating and Increasing all sorts of Trees, Shrubs, and Flowers., Londres, 1721, traduit en anglais par Richard Bradley.